# Осматрачница српске врховне команде на Кајмакчалану
Осматрачница Врховне команде српске војске на Солунском фронту налази се на југоисточном углу Пионирског парка, окренута према Булевару краља Александра.
Српска војска, у Првом светском рату, после преласка преко Албаније, где је десеткована, се после извесног времена опоравила и заузела свој део јужног фронта који је ишао и преко планине Кајмакчалан у Македонији. На врху ове планине се налазила и осматрачница српске врховне команде.

## Увод
После пробоја јужног фронта и муњевитог продора српске војске у Србију уз садејство са француском коњицом и бриљантног повраћаја окупираних територија, српска врховна команда је одлучила да се осматрачница пренесе у Србију.
Осматрачница је, воловским колима, по лошим путевима, превезена и поново реконструисана у парку у околини двора тј. у данашњем Пионирском парку 1928. године. Налази се, у најстрожем центру Београда, преко пута Народне скупштине Републике Србије.
Уз источну страну осматрачнице постављен је 1988. године, поводом прославе седамдесетогодишњице пробоја Солунског фронта, подзид од тесаника, на којем су у три реда аплициране бронзане плакете, са ликовима француских и српских војсковођа: у горњем реду - маршал F. d'Eperey и војвода Радомир Путник, у средњем реду - генерал Tranie, генерал P. Henrys и војвода Живојин Мишић; у доњем реду - генерал М. Живковић, генерал Ж. Павловић, генерал Gambetta, генерал Gui Llaumat, адмирал E. Guepratte, војвода Степа Степановић, војвода Петар Бојовић и генерал Јуришић-Штурм. Плакете са ликовима краља Петра I и Александра I Карађорђевића постављене су 1994. године. Плакете је израдио вајар Љубиша Манчић 1988-94. године.

## Историјат простора Пионирског парка
Простор на којем је формиран Дворски комплекс на Теразијама, све до четрдесетих година 19. века, представљао је пусто и мочварно земљиште обрасло трском. Читав простор данашњег Пионирског парка, заједно са Девојачким парком, између улица Краља Милана и Краљице Наталије, купио је крајем тридесетих година 19. века, Стојан Симић, један од најутицајнијих људи Кнежевине Србије, вођа уставобранитељског режима и председник Државног савета. Симић је исушио мочваре, насуо и изравнао терен, и на непарној страни данашње улице Краља Милана подигао кућу у периоду 1840—1842. године, која је касније добила назив Стари конак. Откуп овог здања са околном баштом за потребе смештања двора кнеза Александра Карађорђевића 1842/43. године означио је настајање првог дворског комплекса у Београду. 
Саставни део дворског комплекса представља и дворска башта, чији се настанак и развој везују за средину 19. века и подизање Старог конака, који је већ приликом изградње био окружен мањим бројем шумског дрвећа затечених из ранијих периода. Култивисању дворске баште и њеном претварању у репрезентативније уређен „вернакуларни врт“ посветила је пажњу већ кнегиња Персида, супруга кнеза Александра Карађорђевића. У оквиру трансформације престоничког дворског комплекса у последњим деценијама 19. века, залагањем краља Милана Обреновића настављено је уређење баште сађењем егзота лишћара, од којих су неки сачувани до данас. На начин уређења баште великог утицаја имала је функција дворског вртлара, коју је деведесетих година 19. века, обављао Јохан Шнајдер, хортикултурни стручњак из Аустрије. 
О самој башти није сачувано много података. Део баште која се пружала од Старог двора улицом Драгослава Јовановића, Булеваром краља Александра и улицом Кнеза Милоша до старог Министарства војске, био је ограђен зиданом оградом висине преко 3m. Улази су били према Булевару краља Александра и према улици Драгослава Јовановића. Једна стражара налазила се на самом углу Булевара краља Александра и улице Кнеза Милоша, а остале поред сваке капије. Ограда је била од металних шипки које су, до изградње Старог двора и постављања нове металне ограде са богатијим капијама, биле позлаћене. Тријумфални изглед са истакнутом пластичном декорацијом и хералдичким знамењем, капије су добиле највероватније завршетком изградње Новог двора и партерним уређењем дворске баште са фонтаном између дворова.
Приликом уређења баште први пут у Србији примењен је енглески пејзажни – слободни стил условљен постојећом вегетацијом на том простору, а касније француски – геометријски стил посебно примењен на простору између два двора. Дворска башта била је подељена на „врт“, окренут ка улици Краља Милана који је чинио репрезентативни део дворске целине, и на „парк“ у задњем делу ограђен зиданом оградом. У средишњем делу парка налазио се базен са скулптуром наге девојке са крчагом у руци, скулптуром увезеном из Беча која и данас постоји. Иза Старог конака у башти, осим дрвећа из Србије (храст, липа, јавор...), засађене су и неке стране врсте лишћара (црни орах, гледичија, келреутерија, пауловнија, каталпа, кошћела...), од којих по неки примерак и данас постоји. Претпоставља се да већина сачуваног дрвећа потиче из Панчићеве ботаничке баште
Почетком 20. века, формирани су четинари стубастог облика, вероватно тује и сребрне смрче око улаза у конак, и густ засад четинара према двору, а рушењем Старог конака 1904. године површина врта је знатно увећана. Засад у башти временом се веома развио тако да је данас овај део парка богат најзначајнијом и најстаријом вегетацијом. Све до Другог светског рата простор дворског комплекса на Теразијама био је ограђен. 
Реконструкцијом која је спроведена након Другог светског рата некадашњи дворски комплекс замишљен је као управно државно и републичко средиште. У том циљу уклоњени су ограда око комплекса, зграда дворске страже и низ помоћних објеката. Један од најзначајнијих подухвата ове реконструкције било је оријентисање некадашњег дворског комплекса ка згради Народне скупштине, чиме је остварена идеја о формирању репрезентативног управног центра. Преуређење дворске баште отпочело је према пројекту архитекте Александра Ђорђевића, а завршено по решењу инжењера шумарства Владете Ђорђевића. Некадашња дворска башта тада је добила данашњи назив Пионирски парк. 
Данашњи простор Пионирског парка, који по пореклу припада типу резиденцијалних паркова, састоји се из три дела који се концепцијски разликују: парковски део према Булевару краља Александра, уређен у слободном стилу, површина између дворова са фонтаном, и зелена површина испред Старог двора.

## Осматрачница српске војске са Солунског фронта
Пирамидална форма од рустично обрађеног камења у Пионирском парку у Београду, по широко распрострањеном уверењу представља реплику кајмакчаланске осматрачнице српске војске са Солунског фронта, односно осматрачнице Врховне команде Српске војске са Солунског фронта, која се налазила на Јелаку, на Могленским планинама, са које су регент Александар Карађорђевић као врховни командант и Живојин Мишић и чланови његовог штаба, на дан пробоја Солунског фронта, 15. септембра 1918. године посматрали ток борбе. Наводно је пренета у Београд 1928. године. Такође постоје други наводи, који овај објекат идентификују као имитацију пећине Grotto, изграђеној за време владавине краља Милана Обреновића, која је служила је у декоративне сврхе. Трећи наводи говоре да је објекат изграђена као видиковац, након Првог светског рата, у време владавине краља Александра.
Податак о постојању Осматрачнице српске војске са Солунског фронта, у Пионирском парку у Београду појављује се у дневном листу Политика, од 5. новембра 1983. године. У поменутом тексту, аутор др Милорад Тешић износи наводе са којима се углавном и данас оперише. Професор Тешић је такође у допису Републичком заводу за заштиту споменика културе као извор навео да је током 1935. године, слушао предавања из „Историје ратова“ на којима је пуковник Јеремија Станојевић изнео податак да је „осматрачница Врховне команде српске војске на Јелаку убрзо након краја Првог светског рата пренета у Београд“ и даље да је током служења, као официр, у Гарди од 1936. до 1941. године од старијих официра – ратника чуо тај податак. 
Пре поменутог текста др Милорада Тешића постојало је усмено предање да је предметни објекат романтичарска парковска грађевина, а још 1980. године се о њему пише као о парковској декорацији (текст инж. В. Ђорђевића у часопису Архитектура-урбанизам, бр. 59 из 1980. године). 
Настојећи да разјасни порекло овог објекта, у циљу изналажења документоване грађе везане за осматрачницу, од стране Завода за заштиту споменика културе града Београда током 1988—89. године извршена су обимна истраживања.